# 태런 에저턴
태런 데이비드 에저턴(Taron David Egerton, 영어 발음: /ˈɛdʒərtən/, 1989년 11월 10일 ~ )은 웨일스의 배우, 가수이다. 영화 데뷔작인 《킹스맨: 시크릿 에이전트》(2014)에서 주인공 에그시 역을 연기해 크게 얼굴을 알렸다. 《로켓맨》(2019)으로 제77회 골든 글로브상과 제24회 새틀라이트상의 뮤지컬·코미디 영화 부문 남우주연상을 동시에 수상했다. 미니시리즈 《블랙 버드》(2022)로 2023년 제80회 골든 글로브상 미니시리즈·앤솔러지·TV 영화 부문 남우주연상 후보에 올랐으며, 2024년 제75회 프라임타임 에미상 미니시리즈·영화 부문 남우주연상 후보에도 지명되었다.

## 출연 작품

### 영화
- 킹스맨: 시크릿 에이전트 (2014)
  - 킹스맨: 골든 서클 (2017)
- 청춘의 증언 (2014)
- 레전드 (2015)
- 독수리 에디 (2016)
- 씽 (2016) - 목소리
  - 씽2게더 (2021)
- 후드 (2018)
- 빌리어네어 보이즈 클럽 (2018) - 딘 카니 역
- 로켓맨 (2019) - 엘튼 존 역
- 테트리스 (2023)

### 텔레비전
- 블랙 버드 (2022)